# Ytterselö församling
Ytterselö församling var en församling i Strängnäs stift och i Strängnäs kommun i Södermanlands län. Församlingen uppgick 2002 i Stallarholmens församling.

## Administrativ historik
Församlingen har medeltida ursprung. 
Församlingen utgjorde till 1 maj 1934 ett eget pastorat för att därefter till 2002 vara moderförsamling (annexförsamling till 1944) i pastoratet Ytterselö och Överselö som 1962 utökades med Toresunds församling.  Församlingen uppgick 2002 i Stallarholmens församling.

## Kyrkor
- Ytterselö kyrka